# پرتو نور (ترانه)
«پرتو نور» (به انگلیسی: Ray of Light) تک‌آهنگی از هنرمند اهل ایالات متحده آمریکا مدونا است که در سال ۱۹۹۸ میلادی منتشر شد. این تک‌آهنگ در آلبوم پرتو نور (آلبوم) قرار داشت.این آهنگ هم در سال 2001 مایکروسافت از مدونا تشکر کرد و با حضور این آهنگ در تبلیغ ویندوز اکس پی این آهنگ معروف شد.